# Escucha la canción del viento
Escucha la canción del viento (風の歌を聴け Kaze no uta wo kike) es la primera novela del escritor japonés, Haruki Murakami.   

## Título
El título proviene de la última frase de "Shut a Final Door", una novela corta de Truman Capote: Think of nothing things, think of wind (Piensa en la nada, piensa en el viento). Sin embargo, el título con el que la novela fue enviada al comité del premio Gunzo para nuevos escritores (群像新人文学賞 Gunzō Shinjin Bungakushō) fue "Happy Birthday and White Christmas"; que fue incluido en la versión impresa, a un lado del título oficial.

## Historia
El 1 de abril de 1978, mientras miraba un partido de béisbol de los Tokyo Yakult Swallows en el estadio Meiji Jingu, al autor se le ocurrió una idea para escribir una historia. La inspiración le llegó cuando Dave Hilton, el primer bateador, consiguió un double en la primera entrada. Murakami se tomaría una hora cada noche para escribir lo que, luego de cuatro meses, sería su novela debut.

## Personajes
- Yo - El narrador de la novela. Nacido el 24 de diciembre de 1948. Un estudiante universitario de biología que retorna a su pueblo durante las vacaciones de verano.
- Rata - Nacido en septiembre. Amigo del narrador desde su primer año en la universidad. Vivía en una casa de tres pisos con un invernadero en la terraza.
- J - Es el barman de 'J’s Bar'. Nacido en China. El narrador destaca, sin embargo, su dominio del idioma japonés.
- La chica sin el dedo meñique - Nacida el 10 de enero. Trabaja en una pequeña tienda de discos junto a su hermana gemela. Perdió su dedo meñique izquierdo a los ocho años.
- Mi compañera de secundaria - Me prestó el disco de California Girls durante la secundaria y, en el verano de 1970, pidió la canción en la radio para mi. Dejó la universidad debido a una enfermedad en marzo del mismo año.
- La chica enferma - Esta chica de 17 años llevaba postrada en una cama tres años debido a una enfermedad en sus nervios espinales.
- Mis tres tíos - El narrador recibió un libro de Derek Hartfield del primero, quien murió tres años más tarde debido a un cáncer en sus intestinos. El segundo murió luego de pisar una mina plantada por sí mismo en Shanghái, dos días después de finalizada la Segunda Guerra Mundial. El tercero fue un mago que ofrecía espectáculos en las aguas termales de Japón.
- Las tres chicas con las que dormí - La primera fue compañera de clase y novia hasta el final de la secundaria. La segunda fue una 'hippie' de 16 años que conoció en la estación de subte de Shinjuku, vivió en su departamento durante una semana y se fue. La tercera fue una estudiante de francés que conoció en la librería de la universidad; quién, durante la primavera del año siguiente, se suicidó en un bosque.
- DJ de la estación de radio "NEB" - Conductor del programa "Pop Telephone Request", un programa de radio de dos horas transmitido los sábados a las 7pm.
- Derek Heartfield - Escritor ficticio estadounidense. Citado como una gran inspiración para el protagonista de la novela.

- Datos: Q2641274